# Toussaint de Glandevès
Pour les autres membres de la famille, voir Glandevès.
Toussaint de Glandevès de Cuges, né à Marseille en 1584 et   mort  le 17 janvier 1648, est un prélat français  du XVIIe siècle. Il est évêque de Sisteron pendant quarante-deux ans, de 1606 à 1648.

## Biographie
Toussaint de Glandevès est le fils de Antoine de Glandevès, seigneur de Cuges, et de Diane de Forbin-Janson. On ignore tout de ses études mais le Saint-Siège accepte de considérer qu'il est docteur in utroque jure. Il est membre du conseil d'État et privé du roi, quand il est nommé évêque de Sisteron en 1605 après la résignation de son prédécesseur un partisan de la Ligue catholique. Il est confirmé le 16 janvier 1606 et consacré en juillet suivant. L'évêque Toussaint de Glandevès facilite de tous ses efforts l'établissement de communautés religieuses ou pieuses confréries. En 1609 il bénit et plante solennellement à Manosque la croix de fondation d'un couvent de capucins et pose ensuite la première pierre de leur église. En 1613, il appelle dans sa ville épiscopale les religieux du même ordre. En 1615 Toussaint de Glandevès autorise l'établissement d'un couvent de minimes, que Melchior de Janson avait fondé dans le bourg de Mane. En 1634, il permet l'établissement d'un couvent de religieuses bernardines à Manosque.
En 1647 l'évêque donne à son église cathédrale, une Vierge d'argent massif, portée par deux anges.

## Source
- La France pontificale